# 후지코 F. 후지오 대전집
후지코 F. 후지오 대전집은 후지코 F. 후지오 사망 이후 그가 그동안 집필했던 작품들을 모은 모음집이다. 2009년 쇼가쿠칸이 처음으로 발매를 발표하였으며, 이후 115권까지 발매하였다.